# Unlimited Broadcast
Unlimited Broadcast（アンリミテッド・ブロードキャスト）は日本のスリーピースロックバンドである。1999年結成。2005年6月5日活動休止。2007年4月1日に再結成。

## メンバー
- 井垣宏章（ボーカル・ギター）
  - 以前は石塚と共に太陽の塔のメンバーとして活動[1]。

- EIJI（ベース・コーラス）
- 斉藤リュータ（ドラム・コーラス）

### 元メンバー
- 石塚明彦（ドラム・コーラス）

## ディスコグラフィー

### シングル
1. It's a beautiful day（2004年8月25日）2000枚限定
  1. It's a beautiful day
  2. Love or Die
  3. SSH ステップ

### アルバム
1. 無限放送（2002年3月7日）
  1. サンライズ
  2. Love Fight
  3. Lets go there hurry
  4. 天国の丘
  5. ひと休み
  6. レース
  7. over again
  8. ジョーショー
  9. 灰
  10. Good Bye
2. 僕の場所（2002年7月24日）
  1. For No One
  2. 僕の場所
  3. 彼女
  4. Glass Onion
  5. スターの星
3. 僕らは間違いを越えて正しさその向こう側へ（2003年4月16日）
  1. つま先立ち
  2. 僕らは間違いを越えて正しさその向こう側へ
  3. 0215ブギ
  4. Silence Beach
  5. ピストル
  6. プール
  7. ガールフレンド
4. 春夏秋冬（2004年11月17日）
  1. 春夏秋冬
  2. It's a beautiful day
  3. キミマチ
  4. 夕暮れラプソディ
  5. 99対1のその1から生まれるもの
  6. 花火
  7. DEAD MAN
  8. たった1つの全て
  9. Love or Die
  10. 進行形ロックンロール

## ライブ
- うなぎのぼりツアー2000（2000年）
- 21世紀だよ!おっかさんツアー（2001年）
- 東海道中膝ゲルゲツアー（2001年）
- 金鳥の夏・日本の夏 アンリミの夏ツアー（2001年）
- 霊長類 西へ Tour（2002年）
- 霊長類北へツアー（2002年）
- 霊長類再び西へTour（2002年）
- 北陸～東北ツアー（2003年）